# Fréchou-Fréchet
Fréchou-Fréchet è un comune francese di 132 abitanti situato nel dipartimento degli Alti Pirenei nella regione dell'Occitania.

## Società

### Evoluzione demografica
Abitanti censiti